# 東荊州
東荊州，北魏在其国土内設荊州和東荊州，治所分別在山北（河南鲁山县）和泌陽東陵鎮（河南泌陽）。
郦道元、曹芝、杨大眼、冯景昭、李魔怜曾任刺史。西魏，改名淮州。

## 历代刺史
北魏東荊州刺史
- 桓诞（472年—494年）
- 桓晖（495年—497年）
- 薛真度（497年）
- 桓晖（498年—501年）
- 杨大眼（501年—505年）
- 杨钧（508年—510年）
- 房亮（511年—512年）
- 寇治（513年—515年）
- 郦道元（515年—518年）
- 寇治（518年—519年）
- 裴佗（523年—527年）
- 杜颙（527年）
- 寇朏之（528年）
- 张熠（529年—530年）
- 寇朏之（531年—532年）
- 贺拔胜（533年—534年）